# Plumas e Paetês
Plumas e Paetês é uma telenovela brasileira produzida e exibida pela TV Globo de 8 de setembro de 1980 a 25 de abril de 1981, em 191 capítulos. Substituiu Chega Mais e foi substituída por O Amor É Nosso. Foi a 26ª "novela das sete" exibida pela emissora.
Escrita por Cassiano Gabus Mendes, com coautoria de Silvio de Abreu e dirigida por Jardel Mello e Mario Márcio Bandarra, com direção-geral de Gonzaga Blota e Reynaldo Boury. A espinha dorsal de Plumas e Paetês, a trama de Marcela (Elizabeth Savala), que se infiltra em uma família rica assumindo outra identidade, era idêntica à da novela A Intrusa, da TV Tupi, de 1967.
Teve Elizabeth Savalla, Cláudio Marzo, José Wilker, Maria Cláudia, Angelina Muniz, Neuza Amaral, José Lewgoy, Miriam Pérsia e Paulo Guarnieri.

## Enredo
Ambientada em São Paulo, a novela conta a história da jovem mineira Marcela. Depois de um ano morando longe de sua família em Belo Horizonte, Osmar Sampaio decide voltar para São Paulo com a sua noiva Júlia. Eles dão carona para a amiga Marcela, que está grávida e pretende começar uma vida nova na capital paulista depois de ter sido abandonada pelo namorado, Renato. Na estrada, eles sofrem um grave acidente, do qual Marcela é a única sobrevivente. Para não ficar desamparada numa cidade onde não conhece ninguém, ela decide assumir a identidade da noiva de Osmar e começa a desfrutar do conforto que a família do rapaz lhe proporciona.
A família de Osmar é comandada pela matriarca Bruna, mulher fria, severa e radical em seus princípios e seu marido, o ponderado Gustavo. Bruna e Gustavo tiveram ainda Edgar e Melina. Edgar, o mais velho, ao contrário do irmão, é determinado, seguro e bem sucedido que comanda os negócios da família, enquanto Melina é sonhadora e decide se tornar modelo mas tem de enfrentar a oposição materna.
Edgar namora a delicada Cláudia, com quem pretende se casar, e é o grande amor de Luísa Salgado, ex-modelo e sócia de uma agência, mulher madura e ousada com quem teve um romance no passado e que almeja reconquistá-lo. Entretanto, ao longo da trama ele acaba se apaixonando por Marcela. O problema é que Marcela reencontra Renato, o antigo namorado que a engravidou, e então começa a viver um triângulo amoroso.
Renato Resende é sedutor, inteligente e aventureiro. De temperamento irrequieto, desaparece de casa por longas temporadas, sem dar satisfação. É filho de Yara, uma jornalista moderna e dedicada à família, e Raul, administrador de bom caráter mas que não tem tato para lidar com ele e com sua irmã Lídia, moça determinada que, apesar da pouca altura, luta para se firmar como modelo profissional. Renato fica dividido entre Marcela e Amanda, modelo promissora, leal e decidida que saiu de casa muito cedo para conquistar seu espaço.
Amanda é filha de Clóvis e Zeni e irmã de Ângelo e Nadir. Clóvis trabalha como propagandista de remédios e passa o dia inteiro andando pelas ruas, além de não concordar com a escolha profissional da filha; Zeni, por sua vez, é uma mulher divertida e esforçada que mantém um ótimo relacionamento com os filhos. Ângelo, irmão mais velho de Amanda, trabalha em uma repartição pública e luta para conseguir um emprego melhor e assim poder oferecer uma vida confortável para sua amada Lídia; já Nadir, a caçula, é uma jovem simples e retraída que trabalha como auxiliar de escritório. Como resolveu sair de casa, Amanda alugou e divide um apartamento com Lídia, a ambiciosa e inconsequente Veroca, vinda do interior de São Paulo e a sensata e experiente Dorinha, uma excelente profissional que instrui as iniciantes na agência, retratando assim o mundo da moda e as dificuldades enfrentadas pelos profissionais da área.
Outro destaque na história é Rebeca Andrade. Ela é dona de uma fábrica de jeans herdada do marido. A empresária se apaixona pelo italiano Gino, que trabalha como chefe de segurança da sua empresa. Rebeca também é assediada por seu assessor Márcio. A executiva é uma mãe controladora, que faz de tudo para impedir que seu filho, o playboy mimado Jorge Luís, vulgo Jorgito, tenha um romance com a humilde Nadir, a "moça do cafezinho", e com Veroca, por ser ambiciosa. Rebeca tem como grande amiga e confidente a governanta Zenaide, mulher sábia e zelosa que sempre lhe aconselha.
Gino, por sua vez, é um italiano exagerado e briguento. Vive com a irmã Bianca, uma solteirona introvertida e tímida que o trata como um filho e é apaixonada pelo vizinho Márcio, um viúvo íntegro e rígido que tem horror às aspirações artísticas dos filhos Sandra e Zequinha. Sandra é uma jovem muito empolgada com a vida que gosta de cantar e pensa em seguir carreira artística. Cuida da casa e, aos fins de semana, apresenta-se em shows e bailes, sem a autorização do pai. Teve um rápido e turbulento namoro com Ângelo; já Zequinha é um moço tranquilo e educado que acompanha sua irmã Sandra nos shows, tocando violão e também sonha em ganhar reconhecimento artístico. Sente amor platônico por Amanda e desconhece o interesse de Dorinha por ele.
A novela também conta a história da família do enérgico e conservador Cristiano Mendes, proprietário de uma fábrica de bicicletas. Ele é casado com a sofisticada e elitista "socialite" Irene e pai de Cláudia que, apaixonada por Edgar, sofre com a mudança de comportamento dele ao conhecer Marcela. Cristiano vive às turras com Francis Fiúza, irmão mais novo de Irene, empresário no ramo da moda reconhecido que, visionário e solteirão, não quer se casar nem ter filhos, além de ser confidente da sobrinha. Tem um affair com Luísa, sua sócia numa agência de modelos.
Outros personagens de destaque na trama são: o Padre Clodovil, ranzinza e comilão. Aproveita a visita às casas dos paroquianos para dar conselhos e ajudar nos problemas familiares; seu Chico, zelador do condomínio onde moram as famílias de Clóvis, Márcio e Gino, um velho engraçado e conhecedor da vida de todos os moradores que sempre se mete em confusões, pois acredita que pode consertar tudo quando, na verdade, é muito atrapalhado. É pai da espevitada modelo Biba; Dona Nina, velha moralista, reclamona e intrometida que vive no condomínio e é secretamente apaixonada por Seu Chico; e Kurlan, sobrinho de Luísa vindo de Santa Catarina que, aspirante a modelo, desperta o interesse de Melina.
Com o desenrolar da história, acompanha-se a mudança de Marcela que, para manter sua mentira, se torna uma mulher oportunista e trapaceira. Nos últimos capítulos, Marcela sofre novamente um acidente de carro e no hospital vem à tona toda a verdade: Renato conta para Edgar que é o verdadeiro pai da filha de Marcela. Ela ainda pede para Edgar contar para Bruna e Gustavo que o nome verdadeiro dela é Roseli. Antes de morrer, Marcela afirma ainda que Edgar foi o verdadeiro amor de sua vida. Ao final, a criança acaba sendo criada pela família do rapaz.

## Elenco
| Ator/Atriz         | Personagem                       |
| ------------------ | -------------------------------- |
| Elizabeth Savalla  | Marcela da Silva Aranha / Roseli |
| Cláudio Marzo      | Edgar Sampaio                    |
| José Wilker        | Renato                           |
| Maria Cláudia      | Amanda                           |
| Eva Wilma          | Rebeca                           |
| Paulo Goulart      | Gino                             |
| Mila Moreira       | Dorinha                          |
| Lúcia Alves        | Vera Lúcia (Veroca)              |
| Neuza Amaral       | Bruna Sampaio                    |
| José Lewgoy        | Dr Gustavo Sampaio               |
| John Herbert       | Márcio                           |
| Paulo Guarnieri    | Jorge Luís                       |
| Solange Theodoro   | Nadir                            |
| Myriam Pérsia      | Bianca                           |
| Angelina Muniz     | Claudia Staffiero                |
| Ary Fontoura       | Raul                             |
| Cleyde Blota       | Yara                             |
| Sura Berditchevsky | Lídia                            |
| Mário Gomes        | Ângelo                           |
| Elizângela         | Sandra                           |
| Eloísa Mafalda     | Zeni                             |
| Heraldo Galvão     | José Carlos (Zequinha)           |
| Sílvia Salgado     | Melina                           |
| Edson Celulari     | Kurlan                           |
| Maria Helena Dias  | Luísa                            |
| Eduardo Conde      | Francis                          |
| Mário Lago         | Cristiano                        |
| Monah Delacy       | Irene                            |
| Lídia Mattos       | Zenaide                          |
| Felipe Carone      | Clóvis                           |
| Nestor de Montemar | Padre Clodovil                   |
| Walter Stuart      | Seu Chico                        |
| Elza Gomes         | Dona Nina                        |

### Participações Especiais
| Ator                 | Personagem                                                                                 |
| -------------------- | ------------------------------------------------------------------------------------------ |
| Alcebíades Bandeira  | Tobias (empregado do edifício no Sumaré onde moram vários personagens)                     |
| Antônio Pompêo       | rapaz que pede carona a Renato até Curitiba, no início                                     |
| Aracy Cardoso        | tia de Marcela, de Belo Horizonte                                                          |
| Brandão Filho        | Adolfo (alfaiate que Rebeca contrata para fazer roupas para Gino)                          |
| Carlos Gregório      | Dr. Amaral (médico que cuida de Marcela após o acidente, no início)                        |
| Carlos Zara          | Caio (amigo de Luísa que reconhece Marcela de Belo Horizonte, mas como a dançarina Roseli) |
| Chaguinha            | Lino (atendente do restaurante de bairro onde Gino leva Rebeca para almoçar)               |
| Clodovil Hernandez   | como ele mesmo, no desfile de moda no último capítulo                                      |
| Cristina Aché        | Júlia Nogueira (amiga de Marcela, noiva de Osmar, morre no acidente, no início)            |
| Cristina Prochaska   | Modelo, amiga de Amanda, Veroca, Lídia e Dorinha                                           |
| Davitt Sigerson      | como ele mesmo, cantando em uma festa na casa de Rebeca                                    |
| Elza Gomes           | Dona Carolina (moradora do edifício no Sumaré onde moram vários personagens)               |
| Gilberto Martinho    | Sérgio (tio de Marcela, de Belo Horizonte)                                                 |
| Ilka Soares          | Marilena Galvão (amiga de Rebeca, convidada em uma festa em sua casa)                      |
| Ísis de Oliveira     | Biba (modelo da agência Star, disputa Jorge Luís com Veroca)                               |
| Laerte Morrone       | Padre, amigo de Padre Clodovil                                                             |
| Lídia Iório          | Mercedes (do grupo que, com o Padre Clodovil, tenta impedir que uma árvore seja cortada)   |
| Marcos Frota         | Jonilson, morador do condomínio e amigo de Sandra e Zequinha                               |
| Milton Moraes        | Alberto, amigo de Bruna e Gustavo                                                          |
| Nelson Dantas        | Médico que cuidou de Marcela no acidente que lhe causou a morte                            |
| Rogaciano de Freitas | Adauto, patrão de Marcela em Belo Horizonte                                                |
| Ronaldo Resedá       | como ele mesmo, cantando no desfile de moda no último capítulo                             |
| Sílvia Pfeifer       | com ela mesma, entre as modelos nos desfiles                                               |
| Solange Mascarenhas  | empregada na casa de Gustavo                                                               |
| Stepan Nercessian    | Osmar, filho de Bruna e Gustavo, amigo de Marcela e noivo de Júlia                         |
| Waldyr Sant'anna     | funcionário da prefeitura que tenta cortar uma árvore, mas é impedido pelo Padre Clodovil  |
| Vera Brito           | Isaura, empregada de Bruna e Gustavo                                                       |

## Exibição
Foi reprisada no Vale a Pena Ver de Novo entre 3 de janeiro e 2 de setembro de 1983, substituindo A Moreninha e sendo substituída por Pecado Rasgado. Está entre as reprises mais longas da sessão vespertina, totalizando 175 capítulos, assim como O Clone reapresentada em 2011. Ambas perdem apenas para Caminho das Índias, reapresentada em 180 capítulos e Senhora do Destino reapresentada em 195 capítulos. 
Está sendo reprisada no Viva desde 20 de janeiro de 2025, substituindo Corpo a Corpo inicialmente na faixa das 14h40, com reprises à 0h30 e maratona semanal aos domingos. Assim como a sua antecessora, está sendo exibida em versão internacional, que possui a mesma quantidade de capítulos da exibição original em duração menor, uma vez que a íntegra da trama não se encontra mais disponível no acervo da TV Globo. Foi também uma das últimas novelas do Viva, que seria substituído em 9 de junho de 2025 pelo Globoplay Novelas, de onde a trama seria concluída e teria seu horário alterado, indo para a faixa das 13h50, com reprises ás 1h20 e 8h50.

### Outras mídias
Com o encerramento das atividades do Viva, os capítulos já exibidos da trama foram liberados para todos os assinantes do plano padrão do Globoplay em 9 de junho de 2025 junto com as íntegras das novelas Cara & Coroa e Viver a Vida, enquanto os capítulos remanescentes serão liberados semanalmente às segundas-feiras até a finalização da exibição da trama no Globoplay Novelas.

## Curiosidades
O figurinista Marco Aurélio se preocupou em criar estilos bem diferentes para as personagens de Plumas e Paetês. Dorinha (Mila Moreira) tem uma personalidade forte, e suas roupas têm um toque engraçado e original. Já Lídia (Sura Berditchevsky) sofre por não ser alta e ter pouco jeito para desfilar, dando margem a um lado mais cômico: ela acaba escolhendo tudo o que está na moda, mesmo sem saber se combina com seu tipo físico. Amanda (Maria Cláudia) segue uma linha exuberante, enquanto Veroca (Lúcia Alves) tem um visual mais sensual e arrojado. Dona de uma fábrica de jeans, Rebeca (Eva Wilma) representou o universo de confecção e produção de moda. A executiva se vestia com roupas clássicas, práticas, com peças básicas incrementadas por toques de sofisticação. Toda a história se passa em São Paulo. Na trama, eram mostrados os principais lugares da moda na capital. O desfile apresentado no primeiro capítulo foi gravado em uma sofisticada casa noturna da cidade, o Gallery.
Cassiano Gabus Mendes voltou a reunir, em Plumas e Paetês, a dupla de atores Eva Wilma e John Herbert, que atuou no antigo seriado Alô, Doçura! (1953), da TV Tupi, escrito e dirigido pelo autor. Silvio de Abreu assumiu o texto no capítulo 103, depois que Cassiano Gabus Mendes teve um infarto e precisou se afastar da novela. A novela foi vendida para diversos países, entre eles, Espanha, Estados Unidos, Itália e Venezuela. Plumas e Paetês foi reapresentada a partir de janeiro de 1983, às 13h45, em Vale a Pena Ver de Novo. Parte da trama das modelos e a espinha dorsal de Plumas e Paetês foram aproveitadas na segunda versão de Ti-Ti-Ti, em 2010, escrita por Maria Adelaide Amaral, que colaborara com Cassiano Gabus Mendes. Isis Valverde, Caio Castro, Guilherme Winter, Thayla Ayala, Guilhermina Guinle, Christiane Torloni, Marco Ricca, Tato Gabus, Giulia Gam, Leopoldo Pacheco, Rafael Cardoso, Mônica Martelli, Ricardo Duque, Julio Oliveira, André Arteche e Gustavo Leão interpretaram Marcela, Edgar, Renato, Amanda, Luísa, Rebeca, Gino (sem ser italiano), Márcio (renomeado de Breno), Bruna, Gustavo, Jorge Luís (chamado de Jorgito), Dorinha, Francis, Ângelo, Julinho (namorado de Osmar, adaptado para um casal gay) e Osmar.

## Trilha Sonora

### Nacional
Capa: Logotipo da Novela
| N.º | Título                 | Música                       | Personagem         | Duração |  |
| 1.  | "Nosso Estranho Amor"  | Marina Lima e Caetano Veloso | Renato e Amanda    |         |  |
| 2.  | "Nova Manhã"           | 14 Bis                       | Jorge Luís e Nadir |         |  |
| 3.  | "Quem Tem a Viola"     | Boca Livre                   | Renato             |         |  |
| 4.  | "Quero Quero"          | Cláudio Nucci                | Gino               |         |  |
| 5.  | "De Onde Vem"          | Banda Black Rio              | Veroca             |         |  |
| 6.  | "Semente do Amor"      | A Cor do Som                 | Lídia e Ângelo     |         |  |
| 7.  | "A Mesma Porta"        | Gilson de Souza              | Dorinha            |         |  |
| 8.  | "Prêt-à-Porter"        | Robson Jorge                 | Geral              |         |  |
| 9.  | "Meu Amigo, Meu Herói" | Zizi Possi                   | Bianca             |         |  |
| 10. | "Fracasso"             | Gilliard                     | Rebeca             |         |  |
| 11. | "Aroma"                | Lúcia Turnbull               | Sandra             |         |  |
| 12. | "Melô do Amor"         | Luiz Maurício                | Zequinha           |         |  |
| 13. | "Te Dei Demais"        | Felipe Neto                  | Marcela e Edgar    |         |  |
| 14. | "A Última Moda"        | Ronaldo Resedá               | Abertura           |         |  |

### Internacional
Capa: Modelo em desenho
| N.º | Título                             | Música                 | Personagem         | Duração |  |
| 1.  | "I Never Fall In Love"             | Davitt Sigerson        | Ângelo             |         |  |
| 2.  | "Give Me the Night"                | George Benson          | Locação: São Paulo |         |  |
| 3.  | "Shadow In The Sun"                | Sílvia Mason           | Melina             |         |  |
| 4.  | "Never Knew Love Like This Before" | Stephanie Mills        | Cláudia            |         |  |
| 5.  | "The Strangers"                    | Genghis Khan           | Luísa              |         |  |
| 6.  | "No Night So Long"                 | Dionne Warwick         | Marcela e Edgar    |         |  |
| 7.  | "Modern Girl"                      | Sheena Easton          | Veroca             |         |  |
| 8.  | "Sure Shot"                        | Crown Heights Affair   | Bianca             |         |  |
| 9.  | "Magia"                            | Pippo y Monica         | Rebeca e Gino      |         |  |
| 10. | "Goodnight My Love"                | Mike Pinera            | Renato e Amanda    |         |  |
| 11. | "Now's The Time"                   | Stephan Said           | Dorinha / Francis  |         |  |
| 12. | "Sun Of Jamaica"                   | Goombay Dance Band     | Locação: São Paulo |         |  |
| 13. | "Special Lady"                     | Ray, Goodman and Brown | Amanda             |         |  |
| 14. | "Do Right"                         | Paul Davis             | Jorge Luís e Nadir |         |  |